# Хопёрский округ (Нижне-Волжский край)
Хопёрский округ — административно-территориальная единица Нижне-Волжского края, существовавшая в 1928—1930 годах.
Хопёрский округ был образован в 1928 году. Центром округа был назначен город Урюпинск.
По данным на 1929 год округ делился на 10 районов:
- Алексеевский (центр — станица Алексеевская)
- Берёзовский (центр — станица Берёзовская)
- Кумылженский (центр — станица Кумылженская)
- Михайловский (центр — станица Михайловская)
- Нехаевский (центр — хутор Нехаевский)
- Новоаннинский (центр — станица Ново-Аннинская)
- Новониколаевский (центр — станица Ново-Николаевская)
- Преображенский (центр — станица Преображенская)
- Урюпинский (центр — город Урюпинск)
- Усть-Медведицкий (центр — станица Усть-Медведицкая)

30 июля 1930 года Хопёрский округ, как и большинство остальных округов СССР, был упразднён. Его районы отошли в прямое подчинение Нижне-Волжского края.